# Ponder
Ponder és una població dels Estats Units a l'estat de Texas. Segons el cens del 2000 tenia 507 habitants.

## Demografia
Segons el cens del 2000, Ponder tenia 507 habitants, 191 habitatges, i 148 famílies. La densitat de població era de 61,8 habitants/km².
Dels 191 habitatges en un 35,6% hi vivien nens de menys de 18 anys, en un 70,2% hi vivien parelles casades, en un 6,8% dones solteres, i en un 22% no eren unitats familiars. En el 18,8% dels habitatges hi vivien persones soles el 7,9% de les quals corresponia a persones de 65 anys o més que vivien soles. El nombre mitjà de persones vivint en cada habitatge era de 2,65 i el nombre mitjà de persones que vivien en cada família era de 3,03.
Per edats la població es repartia de la següent manera: un 26,2% tenia menys de 18 anys, un 5,5% entre 18 i 24, un 35,9% entre 25 i 44, un 23,7% de 45 a 60 i un 8,7% 65 anys o més.
L'edat mediana era de 37 anys. Per cada 100 dones de 18 o més anys hi havia 91,8 homes.
La renda mediana per habitatge era de 54.107 $ i la renda mediana per família de 61.250 $. Els homes tenien una renda mediana de 47.750 $ mentre que les dones 29.545 $. La renda per capita de la població era de 23.922 $. Aproximadament l'1,4% de les famílies i el 0,9% de la població estaven per davall del llindar de pobresa.

## Poblacions més properes
El següent diagrama mostra les poblacions més properes.